# Курилово (Пермский край)
Курилово — деревня в Ординском муниципальном округе Пермского края России.

## История
Известна с 1719 года. До 2019 года входила в состав ныне упразднённого Ординского сельского поселения Ординского района.

## География
Деревня находится в юго-восточной части края, в пределах Уфимского плоскогорья, на берегах реки Ординки, на расстоянии приблизительно 2 километров (по прямой) к юго-востоку от села Орды, административного центра округа. Абсолютная высота — 180 метров над уровнем моря.
Климат
Климат характеризуется как континентальный, с продолжительной многоснежной холодной зимой и коротким тёплым летом. Средняя многолетняя температура самого холодного месяца (января) составляет −17,3 °С (абсолютный минимум — −50 °С), температура самого тёплого (июля) — 24,8 °С (абсолютный максимум — 38 °С). Среднегодовое количество осадков — 470—500 мм.

## Население
| 2010 |
| ---- |
| 22   |

Половой состав
По данным Всероссийской переписи населения 2010 года в половой структуре населения мужчины составляли 59,1 %, женщины — соответственно 40,9 %.
Национальный состав
Согласно результатам переписи 2002 года, в национальной структуре населения русские составляли 94 % из 52 чел.